# Municipio de West Fulton
El municipio de West Fulton (en inglés: West Fulton Township) es un municipio ubicado en el condado de Callaway en el estado estadounidense de Misuri. En el año 2010 tenía una población de 7269 habitantes y una densidad poblacional de 110,26 personas por km².

## Geografía
El municipio de West Fulton se encuentra ubicado en las coordenadas 38°52′46″N 92°0′4″O / 38.87944, -92.00111. Según la Oficina del Censo de los Estados Unidos, el municipio tiene una superficie total de 65.93 km², de la cual 64.86 km² corresponden a tierra firme y (1.61%) 1.06 km² es agua.

## Demografía
Según el censo de 2010, había 7269 personas residiendo en el municipio de West Fulton. La densidad de población era de 110,26 hab./km². De los 7269 habitantes, el municipio de West Fulton estaba compuesto por el 84.18% blancos, el 10.37% eran afroamericanos, el 0.58% eran amerindios, el 1.24% eran asiáticos, el 0.08% eran isleños del Pacífico, el 0.67% eran de otras razas y el 2.88% pertenecían a dos o más razas. Del total de la población el 2.43% eran hispanos o latinos de cualquier raza.